# Alan Rybak
Alan Rybak (* 1. Dezember 2006) ist ein polnischer Fußballspieler, der hauptsächlich als Mittelstürmer spielt.

## Karriere

### Verein
Rybak debütierte noch als Jugendspieler von Jagiellonia Białystok am 27. August 2023 auch in der Profimannschaft des Vereins in der höchsten polnischen Liga, als er beim 4:1-Erfolg gegen Górnik Zabrze in der 78. Minute eingewechselt wurde. Zu diesem Zeitpunkt war er 16 Jahre 8 Monate 27 Tage alt. Im weiteren Verlauf der Saison 2023/24 spielte er weiter hauptsächlich in der U19-Mannschaft sowie in der viertklassigen zweiten Mannschaft des Vereins, daneben kam er aber in der Liga sowie im Pokal noch zu drei weiteren Pflichtspieleinsätzen mit der Profimannschaft, welche am Saisonende die polnische Meisterschaft gewann. In der folgenden Saison erhielt er mit insgesamt neun Einsätzen etwas mehr Spielzeit in der ersten Mannschaft und kam ansonsten weiterhin hauptsächlich in der Reservemannschaft zum Einsatz. Im Sommer 2025 verlieh ihn der Verein für ein Jahr an den Zweitligisten Pogoń Siedlce, für den Rybak auch bereits in seiner Jugend gespielt hatte.

### Nationalmannschaft
Rybak bestritt 2023 ein Spiel mit der polnischen U18-Auswahl. Seit Herbst 2024 gehört er der U19-Nationalmannschaft an.